# 22908 Байєфскі-Ананд
22908 Байєфскі-Ананд (22908 Bayefsky-Anand) — астероїд головного поясу, відкритий 3 жовтня 1999 року.
Тіссеранів параметр щодо Юпітера — 3,571.